# السلاح القاتل (مسلسل)
السلاح القاتل (بالإنجليزية: Lethal Weapon) مسلسل دراما وإثارة بوليسية أمريكي، مبنى على قصة سلسلة الأفلام السينمائية بنفس العنوان. من إعداد شاين بلاك. بدأ عرضه في 21 سبتمبر 2016، على قناة فوكس الأمريكية في الولايات المتحدة.

## الممثلين والشخصيات

### شخصيات رئيسية
- ديمون وايانس بدور روجر مورتا
- كلاين كرافورد بدور مارتن ريغز
- جوردانا بروستر بدور الدكتور ماورين كاهيل
- كيشا شارب بدور تريش مورتا
- كيفن رام بدور بروكس افري
- دانتي براون بدور روجر مورتا الابن
- جوناثن فيرنانديز بدور سكورسيزي

## وصلات خارجية
- الموقع الرسمي
- السلاح القاتل على موقع IMDb (الإنجليزية)
- السلاح القاتل على موقع ميتاكريتيك (الإنجليزية)
- السلاح القاتل على موقع روتن توميتوز (الإنجليزية)
- السلاح القاتل على موقع فيلمافينيتي (الإسبانية)
- السلاح القاتل على موقع كينوبويسك (الروسية)
- السلاح القاتل على موقع ألو سيني (الفرنسية)
- السلاح القاتل على موقع قاعدة بيانات الفيلم (الإنجليزية)